# 굿맨 스타디움
굿맨 스타디움(Goodman Stadium)은 미국의 다목적 경기장으로 펜실베이니아주 배슬리헴에 위치하고 있으며 과거 USL 챔피언십의 필라델피아 유니언 II(당시 베슬리헴 스틸)의 홈 구장이었으며 현재 NCAA의 리하이 대학교의 홈 구장으로 사용되고 있다.